# Плејбој у Србији
Српски Плејбој је српска верзија часописа Плејбој.
На педесетогодишњицу излажења матичног америчког издања, у децембру 2003. године, појавило се и латинично издање на српском језику за Србију и Црну Гору у тиражу од 75.000 примерака које је за свега неколико дана распродато. Од издања за децембар 2005. овај часопис је одустао од латинице и почео је да се штампа на ћирилици. Часопис је угашен у децембру 2014. Одлуком грчког издавача Атика медиа (Attica Media) месечник је престао да излази када је продати тираж пао испод 3.000 примерака. Пре српског језика Плејбој се штампао на више десетина других језика, у готово 30 земаља.
Интервју за први број српског Плејбоја дао је тадашњи премијер Србије Зоран Живковић, а за други број тадашњи лидер опозиције, бивши председник Србије Томислав Николић. Интервјуе су дали и Горан Бреговић, Милорад Вучелић, Милорад Павић, Богољуб Карић, Душан Ковачевић и други.
У српском Плејбоју су писали и Давид Албахари, Сергеј Трифуновић, Светислав Басара, Александар Стојановић, Предраг Марковић...
За српски Плејбој су се сликале глумице Марија Јакшић, Катарина Жутић, Јована Стипић, ТВ водитељке Сузана Манчић и Оливера Ковачевић, Весна Вукелић Венди, Анабела Басало, Нивес Целзијус, певачице као што су Светлана Цеца Ражнатовић ...